# Lovászpatona
Lovászpatona község Veszprém vármegyében, a Pápai járásban.

## Fekvése
A község Veszprém vármegye északi szélén, a Sokorói-dombság déli nyúlványain, a Marcalba  csordogáló Csángota-ér partjai mellett található. A település érintkezik Győr-Moson-Sopron vármegye határával és a Bakony hegység északi részével is. Az enyhe lankák, az alacsony dombok és sekély völgyek változatos látványt nyújtanak.

### Megközelítése
Megközelítése közösségi közlekedéssel nehézkes, mert vasútvonal nem érinti és az erre vezető autóbuszjáratok is ritkán közlekednek.
Közúton a (Kisbér)–Veszprémvarsány–Pápa közti 832-es főútországútról Csótnál letérve Vanyola érintésével érhető el, a 8306-os úton, vagy Gicnél lekanyarodva Nagydémen keresztül a mintegy 9 kilométer hosszú, 83 121-es számú mellékúton. Győr felől Tétig a 83-as főúton, majd arról letérve Gyömörén keresztül ugyancsak a 8306-os úton lehet elérni.

## Története
Lovászpatona nevét 1353-ban Pathona néven említette először oklevél, 1374-ben pedig már Louazapathana néven volt említve.
A neve a Patona személynévből ered, ennek származása ismeretlen. Sok kutató szerint török eredetű lehet. Az előneve a királyi lovászok ittlétére utal. 1437-ben Luxemburgi Zsigmond 2500 arany forintért elzálogosítja, Szerdahely, Udvarnok és Szerecsen prédiumokkal együtt Chupor Pál bán fiainak: Demeter püspöknek és Akáciusnak, udvari vitézének.
A középkorban mezőváros volt, s területén több nemes osztozott. Például: a Nemal, a  Thuri, és a Hathalmi családok, akik helyben laktak szolganépükkel. A török 1531-ben felégeti, 1552-től adót fizetnek nekik. 1589-től 1608-ig pusztaság. 1738-tól  Festetics József gróf nyeri el királyi adományként, mely ezután mezővárosból jobbágyfaluvá sorvad.1828-tól ismét mezőváros lesz. Ez időben lakossága 1858 fő volt.
Anyakönyvezés szempontjából a településhez tartoztak az alábbi lakott helyek: Agyi major (katolikus), Heiter major (katolikus), Nagydém (katolikus és evangélikus), Répás (katolikus), Szegle (katolikus), Szerdahely (katolikus), Vicse (katolikus és evangélikus), valamint Góré puszta (evangélikus).
Híres volt országos vásárairól. A földművelés kétnyomásos rendszerű. A településen a földművelésen és állattenyésztésen kívül jelentős volt a fuvarozás. 1857 és 1949 között megnőtt a község szántóterülete.
1959-ben megalakult termelőszövetkezete. A helyi lakosság nagyobb része itt dolgozott. Kisebb része a Pápai Állami Gazdaság helyi telephelyén. Sokan eljárnak a győri üzemekbe. A fő profil a földművelés és az állattenyésztés volt. Ennek ellenére árbevételének több mint felét ipari tevékenységből, illetve szolgáltatásból szerezte.
Az 1960-ig működő növénynemesítő telepén kísérletezték ki a lovászpatonai rozsot, biborherét, és napraforgót. Az elmúlt évtizedekben utakat, járdákat, tűzoltószertárat, takarékszövetkezetet, gyógyszertárat építettek. Újjáépítették a kastélyiskolát, az orvosi rendelőt. Fogorvosi rendelő és lakás épült. A tsz. varrodájában 150 fő dolgozik. Terménytárolót és halastavat létesítettek.

## Közélete

### Polgármesterei
- 1990–1994: Horváth Károly (független)[5]
- 1994–1998: Takács József (független)[6]
- 1998–2002: Komenda László (független)[7]
- 2002–2006: Takács József (független)[8]
- 2006–2010: Pintér Imre (független)[9]
- 2010–2014: Pintér Imre (független)[10]
- 2014–2019: Pintér Imre (független)[11]
- 2019–2024: Pintér Imre (független)[12]
- 2024–2025: Pula Tamás (független)[1]

2025. augusztus 24-én időközi polgármester-választást (és képviselő-testületi választást) kell majd tartani a községben, ezúttal az előző képviselő-testület néhány hónappal korábban kimondott feloszlása miatt.

## Népesség
A település népességének változása:
| Lakosok száma | 1154 | 1125 | 1133 | 1082 | 1189 | 1151 | 1134 |
|               | 2013 | 2014 | 2015 | 2021 | 2022 | 2023 | 2024 |

A 2011-es népszámlálás során a lakosok 87,9%-a magyarnak, 2,8% cigánynak, 2,2% németnek mondta magát (12% nem nyilatkozott; a kettős identitások miatt a végösszeg nagyobb lehet 100%-nál). A vallási megoszlás a következő volt: római katolikus 56,7%, református 1,4%, evangélikus 18,6%, felekezeten kívüli 6,4% (16,7% nem nyilatkozott).
2022-ben a lakosság 90,3%-a vallotta magát magyarnak, 4,4% cigánynak, 1,3% németnek, 1,5% egyéb, nem hazai nemzetiségűnek (9,3% nem nyilatkozott; a kettős identitások miatt a végösszeg nagyobb lehet 100%-nál). Vallásuk szerint 43,9% volt római katolikus, 12,2% evangélikus, 2,9% református, 0,4% egyéb keresztény, 1% egyéb katolikus, 10,7% felekezeten kívüli (28,8% nem válaszolt).

## Nevezetességei

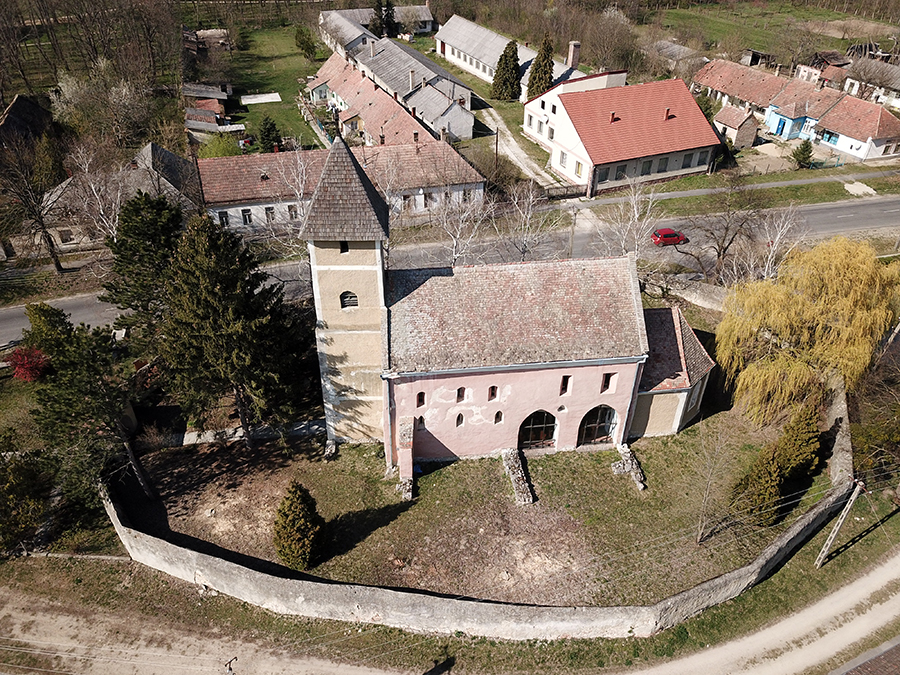
Az evangélikus templom légi felvételen

- Somogyi-kastély. Késő barokk stílusú. 1794–1808 között építették. Jelenleg általános iskolaként hasznosul.
- A kastélyparkot 1980-ban helyi jelentőségű védett természeti területté nyilvánították.
- Evangélikus templom. Eredetileg 13. századi román stílusú; a 14. században gótikus, a 18. században barokk stílusban átépítették.
- Római katolikus templom. 1884-ben átépítették.

### Híres lovászpatonaiak
- László Dezső (1893–1949) magyar katonatiszt a második világháború idején
- Babics Endre (1894–1955) kanonok, szerkesztő
- Babics Antal (1902–1992) orvos, politikus
- Kollár Kálmán (1932–2012) karnagy
- Hárs József (1944–) agrármérnök